# Monika Willi

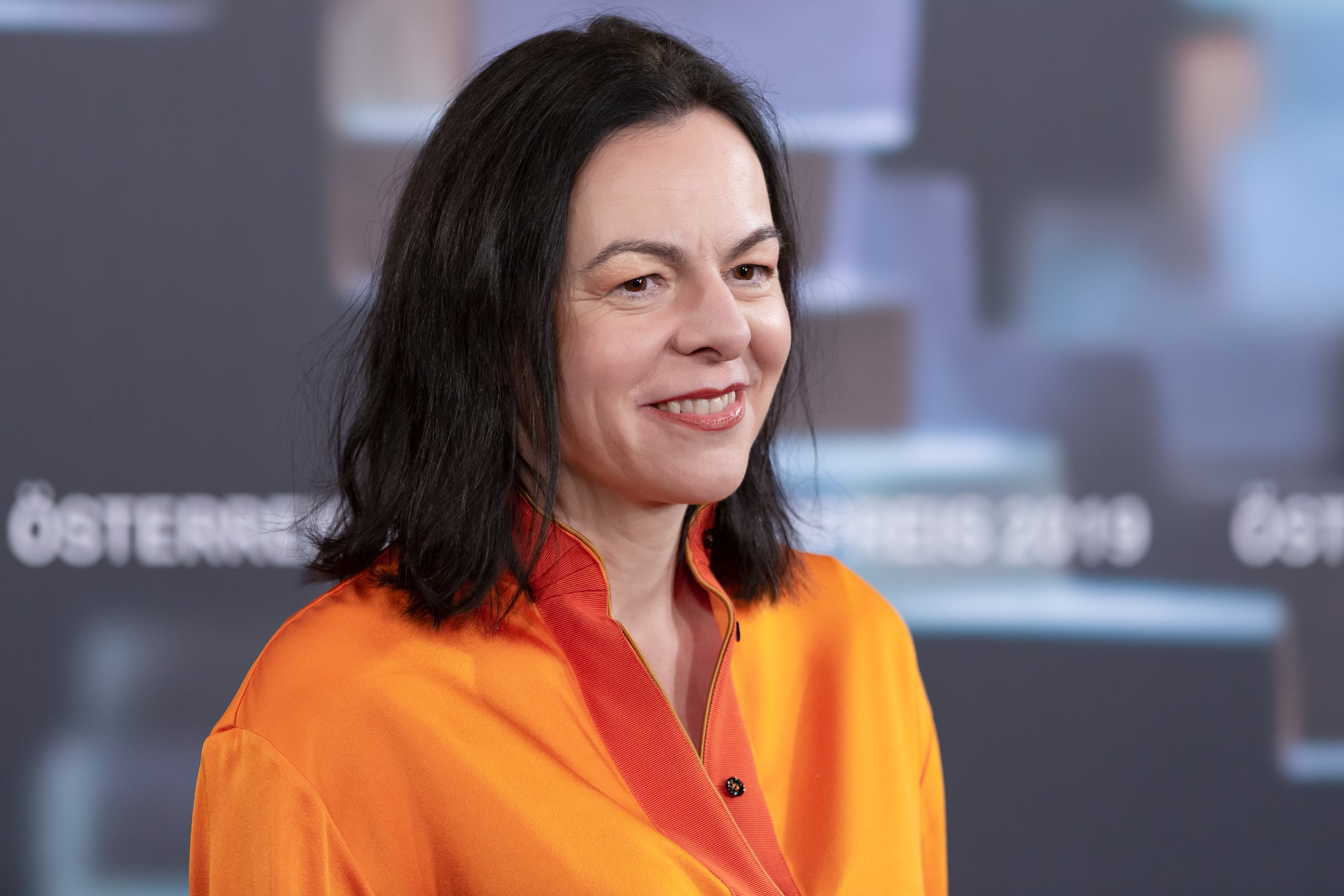
Monika Willi (Österreichischer Filmpreis 2019)

Monika Willi (* 29. Mai 1968 in Innsbruck) ist eine österreichische Filmeditorin und Regisseurin.

## Leben
Monika Willi ist seit den 1990er Jahren als Filmeditorin tätig und für ihre Zusammenarbeit mit den Regisseuren Michael Glawogger, Barbara Albert und Michael Haneke bekannt.
2010 wurde sie mit dem Schnitt-Preis der Filmstiftung NRW für den Film Das weiße Band ausgezeichnet, sowie für den Deutschen Filmpreis („Bester Schnitt“) nominiert. Für Die Lebenden erhielt sie 2013 den Österreichischen Filmpreis („Bester Schnitt“). Mit Hanekes Liebe war sie 2013 für den César („Bester Schnitt“) nominiert.

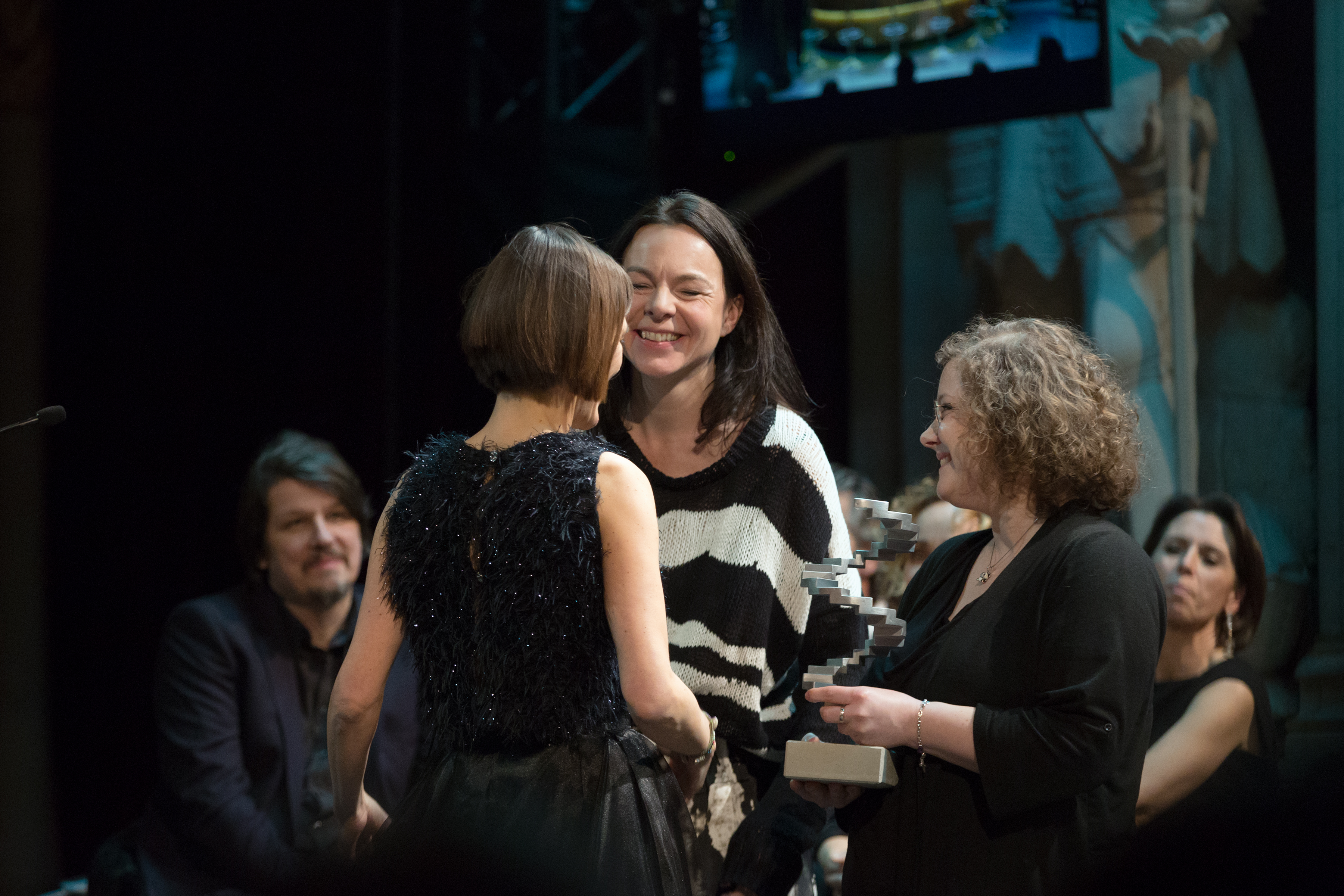
Monika Willi und Claudia Linzer (Österreichischer Filmpreis 2017)

2016 wurde sie für Thank You for Bombing gemeinsam mit Claudia Linzer mit dem Schnitt-Preis ausgezeichnet. Für diesen Film erhielten die beiden auch den Österreichischen Filmpreis 2017 in der Kategorie Bester Schnitt.
Willi nahm sich dem Material Michael Glawoggers an, der bei den Dreharbeiten zu seinem Film ohne Namen 2014 in Liberia verstorben war. Unter dem Titel Untitled, der auf der Berlinale 2017 uraufgeführt wurde, realisierte sie einen Film, der Bilder der über viereinhalbmonatigen Reise Glawoggers durch den Balkan, Italien und Afrika enthält. Untitled wurde im November 2017 mit dem Wiener Filmpreis ausgezeichnet, beim Österreichischen Filmpreis 2018 wurde der Film in vier Kategorien ausgezeichnet, darunter in den Kategorien Bester Dokumentarfilm und Bester Schnitt.
2017 wurde sie gemeinsam mit Ulrike Kofler und Christoph Brunner mit dem Diagonale-Preis Schnitt für die beste künstlerische Montage Spielfilm für Wilde Maus ausgezeichnet, außerdem erhielt sie den Outstanding Artist Award für Film. Ebenfalls 2017 wurde sie in die Academy of Motion Picture Arts and Sciences, die für die Oscar-Verleihungen verantwortlich ist, aufgenommen.
Für Styx von Wolfgang Fischer wurde sie mit dem Österreichischen Filmpreis 2019 in der Kategorie Bester Schnitt ausgezeichnet. Im Jänner 2023 wurde sie in der Kategorie Film Editing für ihre Arbeit an Todd Fields Spielfilm TÁR für einen Oscar nominiert.
Ihr Bruder ist der Politiker Georg Willi.

## Filmografie (Auswahl)
- 1992: Begräbnis einer Gräfin (Fernsehfilm)
- 1998: Suzie Washington
- 1999: Nordrand
- 2001: Die Klavierspielerin
- 2003: Wolfzeit
- 2003: Böse Zellen
- 2004: Europäische Visionen (Visions of Europe) (Segment Mars)
- 2005: Workingman’s Death
- 2007: Funny Games U.S.
- 2010: Das weiße Band
- 2011: Whores’ Glory
- 2012: Die Lebenden
- 2012: Liebe
- 2014: Last Summer
- 2015: Thank You for Bombing
- 2017: Wilde Maus
- 2017: Untitled
- 2017: Happy End
- 2018: Styx
- 2022: Rimini
- 2022: Tár
- 2022: Sparta
- 2023: Böse Spiele – Rimini Sparta

## Auszeichnungen und Nominierungen
Romyverleihung 2023
- Preis der Jury[10]